# ルノー・ド・シャティヨン
ルノー・ド・シャティヨン（フランス語: Renaud de Châtillon, 1124年頃 - 1187年7月4日）は、フランス貴族の息子として生まれ、第2回十字軍に参加した後にエルサレム王国に留まり、婚姻を通じて最初にアンティオキア公、次いでエルサレム王国のトランスヨルダン領（ヨルダン川東岸地域）の領主となった人物である。最後はルノーの停戦違反を口実にエルサレム王国へ侵攻したサラーフッディーン（サラディン）にヒッティーンの戦いで敗れ、捕虜となって処刑された。
1124年頃にドンジー領主の息子として生まれたルノーは1147年にフランス王ルイ7世の軍に加わる形で第2回十字軍に参加し、フランス軍が2年後に撤退を決めた際に現地に留まることを選択した。その後、エルサレム国王ボードゥアン3世がアスカロンで包囲戦を戦っていた頃にアンティオキア公国の公女であるコンスタンスと結婚し、アンティオキア公の地位を手にした。アンティオキア公時代の1156年には当時ビザンツ帝国領であったキプロスを襲撃したが、皇帝マヌエル1世コムネノスが率いるビザンツ軍による懲罰的な侵攻を招くことになり、最終的に屈辱的な条件による講和を強いられた。1160年か1161年にはユーフラテス川流域を襲撃した際の帰路でザンギー朝の将軍に捕らえられ、アレッポで監禁された。
ルノーの監禁生活は15年に及んだが、1176年に解放されると1177年にはエルサレム王国のトランスヨルダン領の相続人であったステファニー・ド・ミイィと結婚し、同地の領主となった。国王のボードゥアン4世からはヘブロンも与えられ、王国内で強い影響力を持つ人物となった。さらにイスラーム勢力に対する敵対姿勢を明確に打ち出し、1183年には海軍による紅海への遠征にも乗り出した。1185年と1186年にボードゥアン4世とその後継者のボードゥアン5世が相次いで死去すると、テンプル騎士団などとともにボードゥアン4世の姉のシビーユとその夫のギー・ド・リュジニャンを支持し、反対派を押し切って両者を国王に推戴した。しかし、ルノーはエジプトとシリアの一部を支配していたサラーフッディーンとエルサレム王国の間で結ばれていた停戦条約を破り、エジプトとシリアの間を往来するキャラバンを襲撃したことでサラーフッディーンの怒りを買うことになった。そのサラーフッディーンは1187年にエルサレム王国に対するジハード（聖戦）を宣言し、自身の支配地から軍隊を招集した。
これに対しルノーは国王のギーを説得してサラーフッディーンに決戦を挑んだものの、ヒッティーンの戦いで大敗を喫して捕虜となり、最後はサラーフッディーンから背信行為の数々を非難された末に処刑された。現代の歴史家の多くはルノーについて、イスラーム教徒に対する以上にキリスト教徒に害をもたらした無責任な人物とみなし、ルノーの戦利品への欲望がエルサレム王国に危機的な状況を招いたと考えている。しかし、バーナード・ハミルトンのような一部の歴史家は、サラーフッディーンの手によって近隣のイスラーム諸国が統一されていく状況を阻止しようとした唯一の十字軍指導者だったとしてルノーの肯定的な面を評価している。

## 出自と初期の経歴
ルノーはフランスのドンジー領主エルヴェ2世の下の息子として生まれた。古い歴史書ではルノーはジアン伯ジョフロワの息子とされているものの、現代の歴史家であるジャン・リシャールはルノーとドンジー領主の間の血縁関係の存在を論証した。ドンジー領主の一族はブルゴーニュ公国（現在のフランス東部）の有力貴族であり、後期ローマ帝国時代の著名なガロ・ローマ系貴族の一門であったパッラディーの子孫だと主張していた。ルノーの母親はラ・フェルテ＝ミロンの領主であったユーグ・ド・ブランの名前の不明な娘である。
1124年頃に生まれたルノーはシャティヨン＝シュル＝ロワールの領主の地位を相続した。その数年後にルノーはフランス王ルイ7世（在位：1137年 - 1180年）に宛てた手紙の中で、自分の世襲財産の一部が「暴力的かつ不当に没収された」として不満を漏らしている。歴史家のマルコム・バーバーは、恐らくこの出来事がルノーに祖国を離れ十字軍国家へ向かわせるきっかけになったのだろうと述べている。そのルノーは1147年の第2回十字軍の遠征の際にルイ7世の軍に加わってエルサレム王国に向かったが、2年後にフランス軍が遠征を断念すると現地に留まることを選択した。ルノーと同時代の歴史家であるギヨーム・ド・ティールによれば、その後、1153年の初頭にエルサレム王ボードゥアン3世（在位：1143年 - 1163年）の軍に加わり、アスカロンの包囲戦で戦った。
予想外なことに、ルノーはそのアスカロンの包囲戦が終わる前にアンティオキア公女のコンスタンス・ダンティオシュと婚約した。ギヨーム・ド・ティールはルノーを「一種の雇われ騎士」と表現し、婚約当時のルノーとコンスタンスの間には距離的な隔たりがあったことを強調しているが、歴史家のスティーヴン・ランシマンは、アスカロンの包囲戦の前にルノーはすでにアンティオキアに居を構え、コンスタンスと婚約していたと述べており、一方でバーバーは二人の婚約は包囲戦の終結前にルノーが公国を訪れた際に行われたと説明している。
コンスタンスはアンティオキア公ボエモン2世（在位：1111年または1119年 - 1130年）の跡を継いだ一人娘だったが、1149年6月29日に起こったイナブの戦いで夫のレーモン・ド・ポワティエが戦死し、未亡人となっていた。ボードゥアン3世（コンスタンスの従兄弟にあたる）はアンティオキアの防衛を確実なものにするため、レーモンの死後の数年間に少なくとも3回にわたり軍隊を率いてアンティオキアに赴いた。そしてコンスタンスに対し再婚するように説得を試みたものの、コンスタンスはボードゥアン3世が示した候補者たちを受け入れなかった。さらに、コンスタンスはビザンツ皇帝マヌエル1世コムネノス（在位：1143年 - 1180年）がコンスタンスの夫候補として持ち掛けたヨハネス・ロゲリオス・ダラッセノスも拒否していた。これらの縁談の拒否は、すでにルノーがコンスタンスの意中の人物であったためだとも言われている。ルノーとコンスタンスはボードゥアン3世が結婚を許可するまでこの婚約を秘密にしていた。
歴史家のアンドリュー・D・バックは、ルノーがボードゥアン3世に仕えていたことから、この結婚には国王の許可が必要であったと指摘している。ボードゥアン3世はこの結婚を快諾したが、『エラクル年代記』の名で知られる13世紀前半に著された年代記はその理由について、自分の王国から「非常に離れた土地（すなわちアンティオキア）を防衛する」義務から解放されたからだと述べている。

## アンティオキア公時代

1165年頃のレバント地方の勢力図
紫…ビザンツ帝国
黄土色…キリキア・アルメニア王国
青…アンティオキア公国
赤…トリポリ伯国
白…エルサレム王国
緑…ファーティマ朝
黄緑…ザンギー朝、ルーム・セルジューク朝を含むイスラーム諸政権

ボードゥアン3世の同意を得たコンスタンスはルノーと結婚した。ルノーは1153年5月かその少し前にアンティオキア公となり、同じ月にヴェネツィア商人の特権を承認した。ギヨーム・ド・ティールは、臣下たちが「著名で、影響力があり、良家の出の」公女が身分の低い男と結婚したことに驚いたと記録している。一方で現代の歴史家のアンドリュー・ジョティシュキーは、ルノーが西方の良家の出身であり、国に危険をもたらすような取り巻きもおらず、軍事経験もあったため、公国にとって政治的には好ましい人物だったと指摘している。公国においてルノーはジョフロワ・ジョルダニスをコネタブル（軍務長官）に、ジョフロワ・ファルサールをアンティオキアのドゥクスに任じるなど、最上級の官職の任命権は手にしていたものの、その一方でルノーのものと認識できる硬貨は現存しておらず、バックによれば、このことはルノーの立場が比較的弱かったことを示している。レーモン・ド・ポワティエが発給した証書のおよそ半分がコンスタンスの名に触れることなく発給されていたのに対し、ルノーの証書の場合は妻の同意を経て決定を下したと常に証書の中で述べられている。
ノルマン人の年代記作家のロベール・ド・トリニは、ルノーがアンティオキア公となってすぐにアレッポ人から3つの要塞を奪ったと記録しているが、これらの要塞の名前については言及していない。また、アンティオキアの裕福な総大司教であったエムリー・ド・リモージュはコンスタンスの再婚に不快感を隠さなかった。バーバーが強調しているように、ルノーは「ひどく金に困っていた」にもかかわらず、エムリーはルノーに補助金を支払うことを拒否していた。1154年の夏にルノーはエムリーを捕らえ、裸にさせて体に蜂蜜を塗ったまま太陽の下に座らせるという拷問を加えた後に投獄した。エムリーはボードゥアン3世の要求によってようやく釈放されたものの、すぐにアンティオキアからエルサレムへ逃れた。意外なことに、高位の聖職者を虐待したにもかかわらずこの時ルノーは破門されなかった。バックはエムリーが以前ティールの大司教の地位をめぐって教皇庁と対立していたためにルノーは処罰を免れたのだと論じている。しかし、アンティオキアとジェノヴァの間で対立が起きた結果、エムリーは教皇庁の要求に応じて同年のうちにルノーを破門した。
アンティオキアに対する宗主権を主張していたビザンツ皇帝マヌエル1世は使節をルノーに派遣し、ビザンツ帝国による支配に反旗を翻したキリキアのアルメニア人に対する軍事行動を開始するならばルノーを新しいアンティオキア公として承認すると提案した。さらに、軍事行動にかかる費用をルノーに補償することも約束した。ルノーは1155年にアレクサンドレッタでアルメニア人を破ったが、この戦闘より少し前の時期にアルメニア人が侵略していたシリア門（現在のベレン峠）の一帯を戦闘後にテンプル騎士団が支配するようになった。はっきりとした史料的裏付けはないものの、バーバーとランシマンはルノーがこの一帯の領地をテンプル騎士団に与えたとする見解を示している。

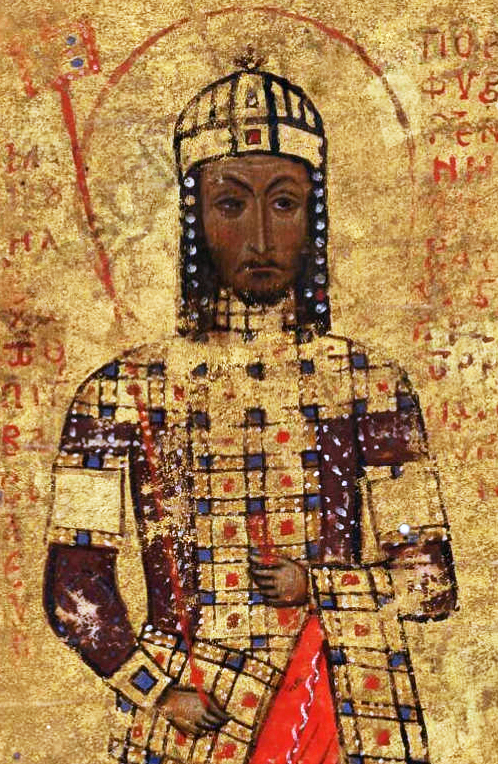
ビザンツ皇帝マヌエル1世コムネノスの肖像。マヌエル1世はルノーによるキプロスの襲撃に対する懲罰的な遠征を実施し、ルノーを従えてアンティオキアに入城した。

常に資金を必要としていたルノーはマヌエル1世に対し約束していた補償金を送るように促したが、マヌエル1世はその支払いを先延ばしていた。これは反乱鎮圧の過程でキリキアの沿岸部がテンプル騎士団の手に渡るなど、この戦役で利益を得たのがフランク人ばかりであったことにマヌエル1世が不快感を抱いたためだと言われている。結局、ルノーはキリキア・アルメニア王国の君主であるトロス2世（在位：1144/5年 - 1169年）と同盟を結んだ。両者は1156年の初頭にキプロスを襲撃し、繁栄していたビザンツ帝国の島を3週間にわたって略奪したが、島において両者の軍勢は略奪行為に加えて町への放火や住民の虐殺といった残虐行為にも及んでいた。ルノーとトロス2世はビザンツ帝国の艦隊がキプロスに接近しているという噂を聞きつけるとキプロスから去ったが、その際にマヌエル1世の甥にあたるキプロス総督のヨハネス・ドゥーカス・コムネノスを含む特に裕福であった人々を捕らえてアンティオキアに連行し、身代金が支払われるまでこれらの捕虜を拘束した。
ボードゥアン3世はフランドル伯ティエリー・ダルザスとその軍隊が聖地（パレスチナ）に駐留していたことと、当時シリア北部のほとんどの都市が地震によって破壊されていた状況を利用し、1157年の秋にオロンテス川流域のイスラーム教徒の支配地に対する侵攻に乗り出した。ルノーはボードゥアン3世の軍隊に加わり、シャイザルを包囲した。この時点におけるシャイザルはシーア派の流れを汲む暗殺教団の支配下に置かれていたが、地震が起こる以前はルノーに毎年貢納金を支払っていたスンナ派のムンキズ族の本拠地であった。ボードゥアン3世はティエリーにシャイザルの要塞を与えるつもりだったが、ルノーはこの町と引き換えにティエリーが自分に対し臣従礼を取るように要求した。しかし、ティエリーは成り上がり者に対する忠誠の宣言を拒絶し、最終的に十字軍は町の包囲を断念した。その後、十字軍はハーリムに進軍した。そのハーリムは1150年にザンギー朝の君主であるヌールッディーンが攻略するまではアンティオキア人の要塞であった。1158年2月に十字軍がハーリムを占領すると、ルノーはフランドル出身の騎士であるルノー・ド・サン＝ヴァレリーにハーリムを与えた。
ルノーとトロス2世によるキプロスへの襲撃に対する報復として、1158年12月にマヌエル1世が突如キリキアに侵攻し、攻撃を受けたトロス2世は山中への避難を余儀なくされた。本格的なビザンツ軍の侵攻を前にして抵抗できなかったルノーは皇帝に対し自ら進んで服従の意志を示すためにマミストラへ急行した。ルノーとその家臣たちはマヌエル1世の要求に応じて頭に何も冠ることなく素足のまま町中を歩き、皇帝の天幕まで行くとそこでひれ伏して慈悲を求めた。ルノーが屈辱を強いられた場には近隣のイスラーム教徒やキリスト教徒の支配者たちから派遣された使者も同席していたため、ギヨーム・ド・ティールはこの出来事について、「ラテン世界の栄光は恥辱に転じた」と述べている。ルノーは必要な時にはいつでもビザンツ軍の守備隊が公国の城塞に駐留することを認め、ビザンツ軍とともに戦う部隊を派遣することも誓約させられた。マヌエル1世はこれらの他にもアンティオキアにギリシア正教会の総主教を置くように要求した。この要求はすぐには受け入れられなかったものの、それから間もなくエルサレム王のボードゥアン3世がマヌエル1世の下を訪れ、アンティオキアに総主教を置くことを認める代わりに総大司教のエムリーをアンティオキアへ戻すことにも同意するようにマヌエル1世を説得し、これを認めさせた。マヌエル1世は1159年4月12日に非常に壮麗な儀式を伴いながらアンティオキアに入城したが、この時ルノーはマヌエル1世の馬の馬具を手に取りながら徒歩で行進していた。マヌエル1世はしばらくアンティオキアに滞在し、8日後に町を離れた。
ルノーは1160年11月か1161年に略奪のためにユーフラテス川流域で奇襲を仕掛け、マラシュにおいて現地の農民から牛や馬、さらにはラクダを奪った。ヌールッディーンのアレッポの軍司令官であったマジュドゥッディーンは兵を集め（同時代の歴史家であるエデッサのマタイオスによれば1万人）、アンティオキアへ戻る途中のルノーとその従者を攻撃した。ルノーは戦おうとしたものの、馬から落とされて捕らえられ、アレッポに連行されるとそこで投獄された。

## 捕囚時代

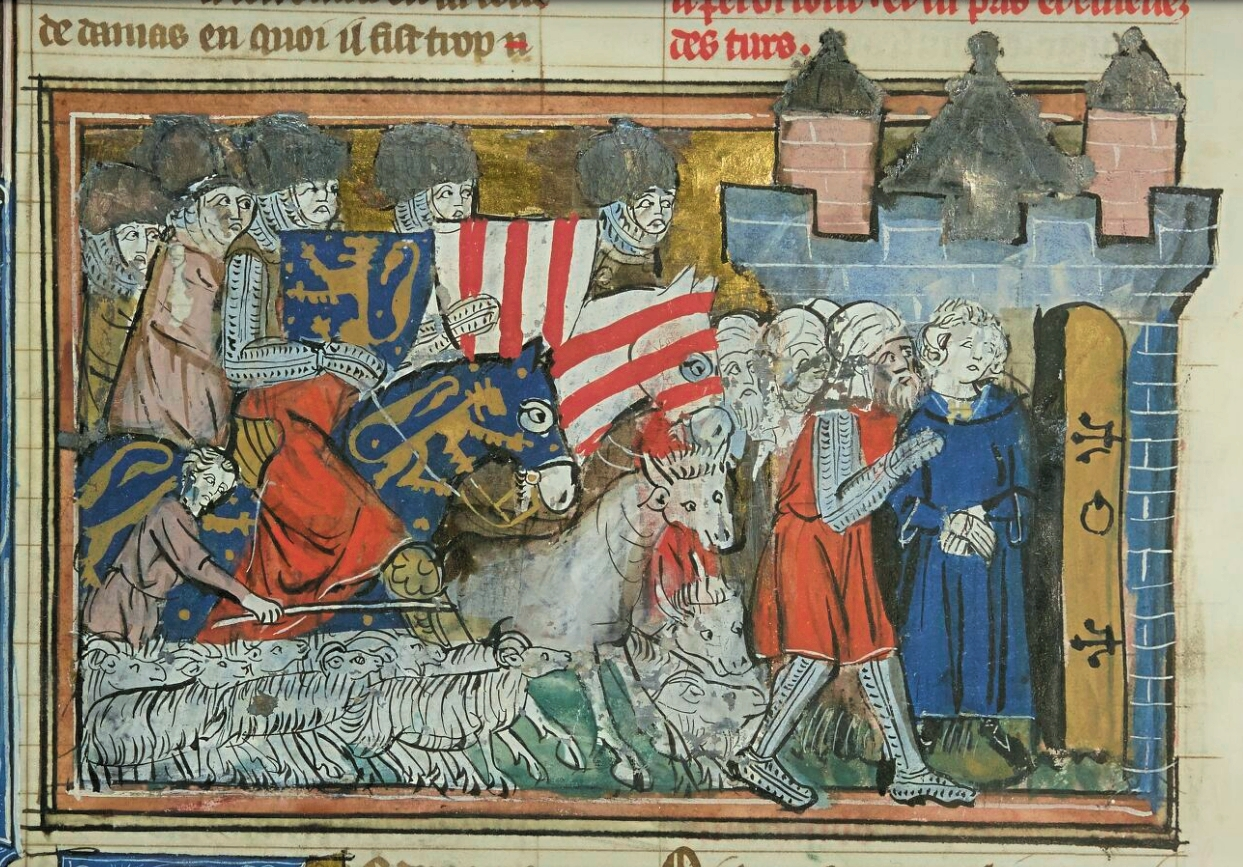
アレッポで投獄されるルノーの様子が描かれているギヨーム・ド・ティールが著した『歴史』とその『続編』の14世紀中頃の写本

ルノーが投獄された期間は15年に及んだが、その間の生活がどのようなものであったのかはほとんど知られていない。ルノーは自分と同様に数か月前に捕らえられていたエデッサ伯ジョスラン3世と同じ牢獄で過ごした。ルノーが不在の間、コンスタンスは単独統治を望んだが、ボードゥアン3世はコンスタンスの15歳の息子でルノーの継子にあたるボエモン3世を支持し、総大司教のエムリーを摂政に付けた。コンスタンスは息子が成年に達した直後の1163年頃に死去した。コンスタンスの死によってルノーはアンティオキア公への権利を失うことになったが、ルノーにとって継娘にあたるマリー・ダンティオシュが1161年にマヌエル1世と結婚し、実の娘のアニェス・ダンティオシュがハンガリー王ベーラ3世（在位：1172年 - 1196年）の妻となったことで、ルノーは高い重要性を持つ人物となった。
ザンギー朝のヌールッディーンは1174年に急死した。まだ未成年であった息子のアル＝マリク・アッ＝サーリフ・イスマーイールが後継者となり、ヌールッディーンのマムルーク（奴隷軍人）であったグムシュテキーンがアレッポで摂政となった。しかし、当時エジプトで台頭していた野心的なクルド人の軍事指導者であるサラーフッディーン（サラディン）の攻勢に対抗することができず、アンティオキア公ボエモン3世に支援を求めた。その結果、グムシュテキーンはボエモン3世の要求に応じて1176年にジョスラン3世やその他のキリスト教徒の捕虜全員とともにルノーを釈放した。この時のルノーの身代金は12万ディナールであり、この金額はルノーの威信を反映したものだった。バーバーと歴史家のバーナード・ハミルトンは、この身代金について、ほぼ間違いなくマヌエル1世が支払っていただろうと述べている。
ルノーは1176年9月1日より前の時期にジョスラン3世とともにエルサレムに現れ、そこでジョスラン3世の妹であるアニェス・ド・クルトネーの親しい協力者となった。そのアニェスはハンセン病を患っていた幼いエルサレム王ボードゥアン4世（在位：1174年 - 1185年）の母であった。1165年頃以降コンスタンティノープルに居住し、西方教会との諸問題に関するマヌエル1世の顧問を務めていたウーゴ・エテリアーノは、著作の『聖霊の行列について』の序文で、エムリー・ド・リモージュにこの著作の写本を届けるように「ルノー公」へ依頼したと述べている。ハミルトンはこの記述について、ボードゥアン4世がエジプトに対するエルサレム王国とビザンツ帝国の同盟を確認するために1176年の終わり頃にコンスタンティノープルに派遣した使節団をルノーが率いていたことを示唆するものだと指摘している。

## トランスヨルダン領主時代

### 初期の活動
1177年の初頭にコンスタンティノープルから帰還したルノーは十字軍のトランスヨルダン領（ヨルダン川東岸地域）の相続人であったステファニー・ド・ミイィと結婚し、ボードゥアン4世からヘブロンも与えられた。ルノーを「ヘブロンおよびモンレアル領主」と称する現存する最初の証書は1177年11月に発給されている。ルノーは60人の騎士を王国政府に奉仕させており、これは王国で最も裕福な直臣の一人となっていたことを示している。さらに、ルノーはサラーフッディーンが支配する2つの主要な領土であるシリアとエジプトを結ぶ交通路をケラク城とモンレアル城から支配していた。ルノーとボードゥアン4世の義兄にあたるギヨーム・ド・モンフェラートは連帯してモンテ・ガウディオ騎士団の創設者であるロドリゴ・アルバレスに広大な地所を与え、王国の南部と東部の辺境地帯の防衛を強化した。その後、1177年6月にギヨーム・ド・モンフェラートが死去すると、ボードゥアン4世はルノーを王国の摂政に任命した。

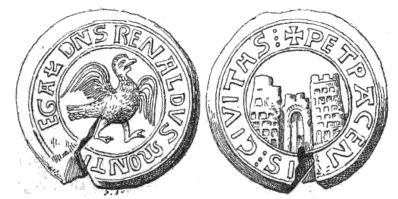
猛禽と要塞の姿が描かれているルノーの印章

1177年8月初旬にボードゥアン4世の従兄にあたるフランドル伯フィリップ1世が十字軍を率いて聖地を訪れた。国王はフィリップ1世に摂政職を用意すると申し出たが、フィリップ1世は王国に留まりたくないと語り、この提案を拒否した。その一方でフィリップ1世は誰からの命令でも「快く応じる」と明言したが、軍隊は特別な権力を持たない軍司令官が率いるべきだと考えていたため、ボードゥアン4世がルノーの「王国と軍隊の摂政」の地位を認めた際には抗議の意思を示した。結局、フィリップ1世は到着してから1か月後に王国を去った。
その後、サラーフッディーンがアスカロン地方に侵攻したが、1177年11月25日に起こったモンジザールの戦いで王国軍がサラーフッディーンの軍に攻撃を加え、これを打ち破ることに成功した。同時代の年代記作家であるエルヌールとギヨーム・ド・ティールはこの勝利をボードゥアン4世の功績に帰しているが、バハーウッディーン・ブン・シャッダードを始めとするイスラーム教徒の作家たちはルノーが王国軍の最高司令官であったと記録している。バハーウッディーンによれば、サラーフッディーンはこの戦いを「神が名高いヒッティーンの戦い（後述）で修復した大敗北」と呼んだ。
ルノーは1177年から1180年にかけて国王証書の大半に署名しており、署名者の中でルノーの名前が常に筆頭に挙げられていることから、この期間はルノーが国王の下で最も影響力のある公職者であったことを示している。ルノーは王国内の多くの有力者が反対したにもかかわらず、1180年の初頭に国王の姉にあたるシビーユと結婚したギー・ド・リュジニャンの重要な支持者の一人となった。1180年の秋には国王の異母妹のイザベルがルノーの継子のオンフロワ4世・ド・トロンと婚約した。
ボードゥアン4世は1181年の初頭にボエモン3世と総大司教エムリーの和解を仲介するため、エルサレム総大司教のエラクリウスとともにルノーを使者として派遣した。同じ年にキリシア・アルメニア王国の君主であるルーベン3世（在位：1175年 - 1187年）はルノーの継娘のイザベル・ド・トロンと結婚した。

### サラーフッディーンとの戦い

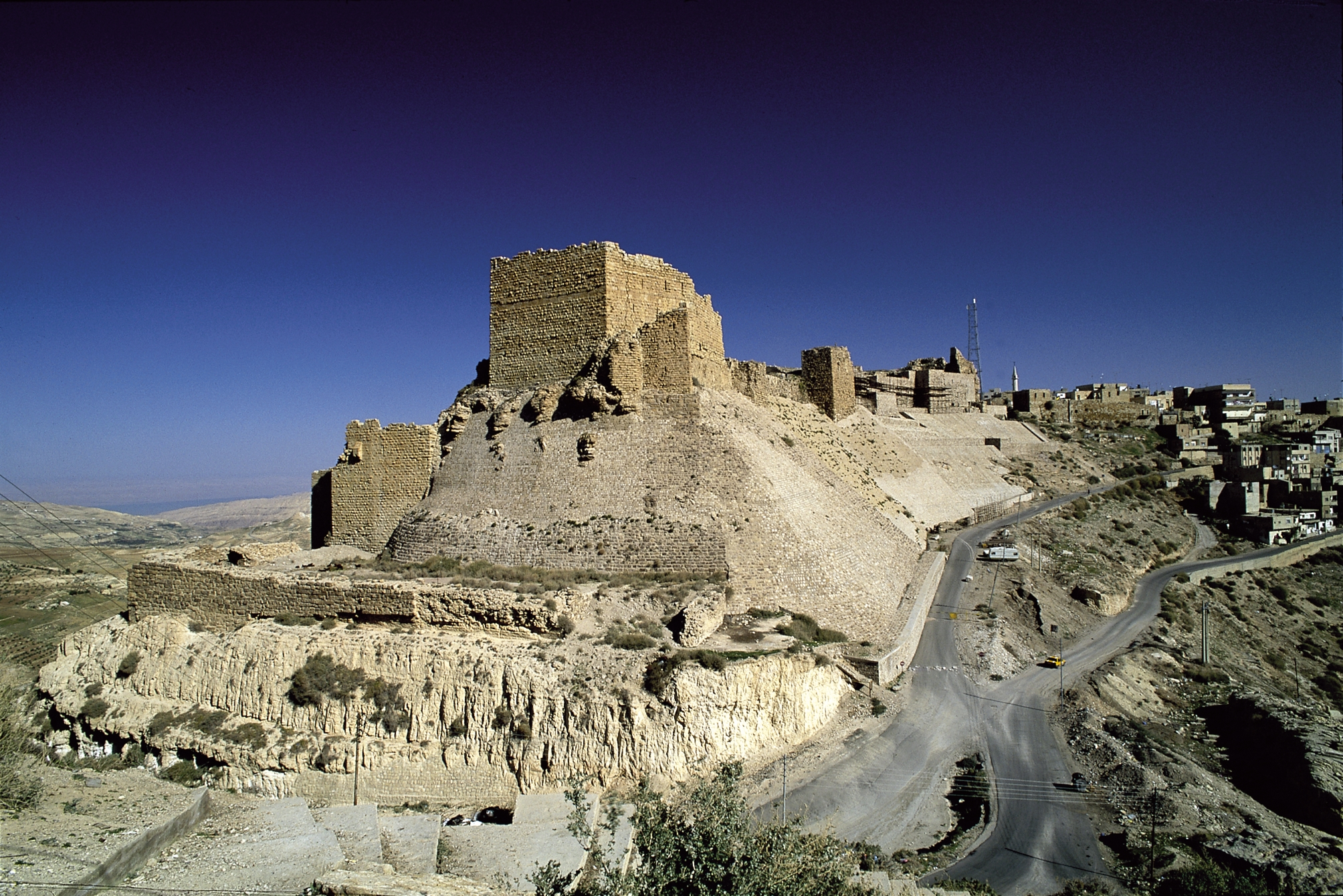
現在のヨルダンのカラクに残る十字軍のトランスヨルダン領の主要な城塞であったケラク城

ルノーは1180年代にサラーフッディーンと抗争を繰り返した唯一のキリスト教徒の指導者だった。エルヌールは1182年頃にルノーが巡礼者のキャラバンを2度にわたって襲撃したと記録しているが、現代の歴史家の間ではこのような行動が戦利品に対する欲求から生まれたものなのか、あるいはサラーフッディーンによる新たな領土の併合を阻止するための意図的な作戦行動だったのか議論されている。ザンギー朝でヌールッディーンの跡を継いだアル＝マリク・アッ＝サーリフ・イスマーイールは1181年11月18日に死去した。サラーフッディーンはこの機会に乗じてアレッポを占領しようとしたが、この時ルノーはサラーフッディーンが支配する領土を急襲し、その襲撃はダマスクスとメッカを結ぶ街道上に位置するタブークにまで達した。サラーフッディーンの甥にあたるファッルフ・シャーはルノーをアラビア砂漠から強制的に撤退させるため、アレッポを攻撃する代わりにトランスヨルダンに侵攻した。それから間もなくルノーはあるキャラバンを襲撃し、キャラバンの人々を投獄した。サラーフッディーンによる抗議を受けてボードゥアン4世はルノーが捕らえた者たちの釈放を命じたが、ルノーはこれを拒否した。国王はルノーの反抗的な態度に頭を悩ませ、このような状況はトリポリ伯レーモン3世（在位：1152年 - 1187年）の支持者たちによる国王とトリポリ伯の和解を促すことになった。ボードゥアン4世の近親者であったレーモン3世は1174年に摂政の地位に就いていたが、病に苦しんでいた国王に陰謀を企てたとされ、当時は王国から追放されていた。レーモン3世が王宮に帰還したことでルノーの最高位の権力者としての立場は終わりを迎えたが、ルノーはこの新たな状況を受け入れ、レーモン3世に協力した。また、1182年の冬に行われた国王とレーモン3世によるダマスクスに対する軍事作戦にも関与した。

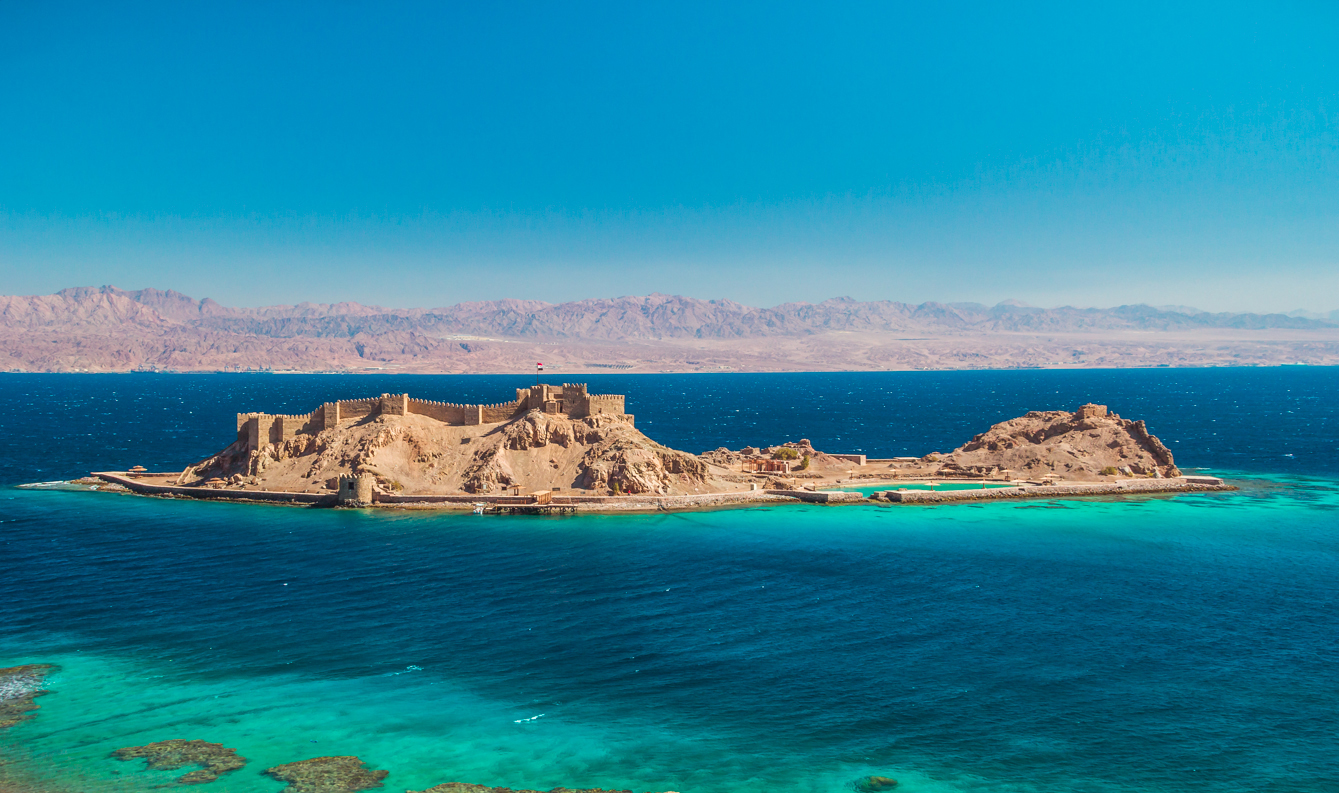
ルノーが海軍による遠征中に攻撃を加えたアカバ湾に浮かぶファラオ島

サラーフッディーンはエジプトに海軍を復活させ、ベイルートを占領しようとしたが、最終的にサラーフッディーンの船団は撤退を余儀なくされた。その一方でルノーはトランスヨルダンで少なくとも5隻の船の建造を命じ、これらの船は1183年の1月か2月にネゲブ砂漠を越えて紅海の北端に位置するアカバ湾に運ばれた。ルノーはアイラ（現在のイスラエルのエイラート）の砦を占領し、ファラオ島のエジプトの要塞を攻撃した。ルノーの艦隊の一部は海岸沿いでイスラーム教徒の巡礼者や物資を運ぶ船を略奪し、聖地であるメッカとマディーナの安全を脅かした。しばらくしてルノーは島を去ったものの、配下の艦隊は包囲を続けた。サラーフッディーンの弟でエジプト総督のアル＝アーディルは紅海に艦隊を派遣した。エジプト軍はファラオ島を解放し、キリスト教徒の艦隊を壊滅させた。その後、逃亡、あるいはマディーナを攻撃するために上陸した一部の兵士がマディーナの近郊で捕らえられた。ルノーの配下の者たちは処刑され、サラーフッディーンは決してルノーを許さないと誓った。ハミルトンはルノーによるこの海軍の遠征について、「驚くべき水準の構想を見せた」と述べているが、現代の歴史家の多くはこの遠征がサラーフッディーンによる支配の下でシリアとエジプトが統一される要因の一つになったと認めている。そのサラーフッディーンは1183年6月にアレッポを占領し、十字軍国家に対する包囲網を完成させた。
病状が深刻化していたボードゥアン4世は1183年10月にギー・ド・リュジニャンを摂政に任じた。しかし、1か月も経たないうちにギーを解任し、ギーの5歳の継子であるボードゥアン5世（在位：1183年 - 1186年）を共同の王位に就けた。同じ頃にルノーは継子のオンフロワ4世とボードゥアン4世の異母妹であるイザベルの結婚式のためにケラクに滞在していたため、ボードゥアン5世の戴冠式には出席しなかった。ところが、この時サラーフッディーンが突如としてトランスヨルダンに侵攻し、現地の住民はケラクへの避難を余儀なくされた。サラーフッディーンは町に侵入したが、家臣の一人が町と城を結ぶ橋の奪取を妨害したことでルノーは一人城塞へ逃げ込むことに成功した。その後、ケラクの城塞はサラーフッティーンによって包囲されたが、エルヌールはルノーの妻がサラーフッディーンに結婚式の料理を送り、息子夫婦が滞在する塔への砲撃を止めるように説得したと伝えている。ケラクからの使者がボードゥアン4世にケラクの包囲を知らせると、国王とレーモン3世の指揮の下で王国軍がエルサレムからケラクに向かった。これに対してサラーフッディーンは敵の援軍が到着する前の12月4日に包囲を解いた。その後、サラーフッディーンの命令によって、イッズッディーン・ウサーマがルノーの領地の北端に近いアジュルーンにラバド城を築いた。

### シビーユとギーのエルサレム王への擁立

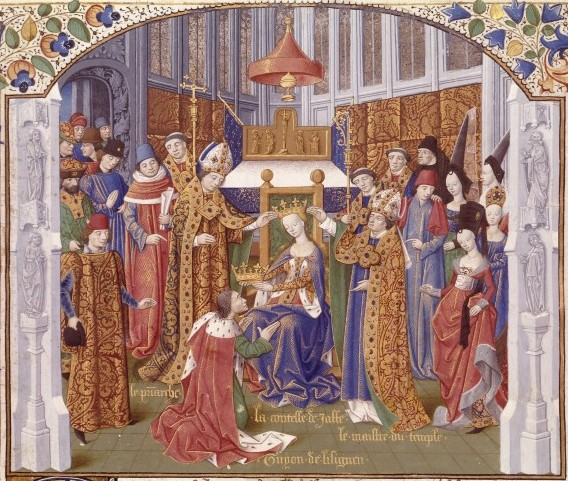
シビーユの手によるギー・ド・リュジニャンの戴冠。ギーの妻であったシビーユはルノーの支持もありギーとともにエルサレム王となった。（ギヨーム・ド・ティールが著した『歴史』とその『続編』の15世紀後半の写本より）

ボードゥアン4世は1185年の初頭に死去し、後継者である幼少のボードゥアン5世も1186年の夏の終わりに死去した。以前に開かれたオート・クールでは、ボードゥアン5世の母であるシビーユ（ギー・ド・リュジニャンの妻）とその妹のイザベル（ルノーの継子であるオンフロワ4世の妻）のいずれも、ローマ教皇、神聖ローマ皇帝、フランス王、そしてイングランド王による決定を経ることなくボードゥアン5世の合法的な後継者として戴冠することはできないとする裁定が下されていた。しかし、シビーユの叔父であるエデッサ伯ジョスラン3世はルノーをはじめとする有力な王室関係者や高位聖職者の支持を得てエルサレムの支配権を掌握した。『エラクル年代記』によれば、ルノーは都市の人々にシビーユを合法的な君主として受け入れるように呼びかけた。その一方でトリポリ伯レーモン3世とその支持者たちはシビーユの戴冠を阻止しようとし、シビーユの支持者たちにオート・クールにおける裁定を思い起こさせようとした。ルノーとテンプル騎士団総長のジェラール・ド・リドフォールは反対者たちの抗議を無視してシビーユとともに聖墳墓教会に向かい、そこでシビーユを戴冠させた。シビーユは夫の戴冠式の手筈も整えたが、夫のギーはシビーユの支持者たちの間ですら人気のない人物だった。シビーユの反対派はルノーの継子であるオンフロワ4世・ド・トロンに対し妻のイザベルのために王位を要求するように説得を試みたものの、オンフロワ4世は反対派に与せず、シビーユとギーに忠誠を誓った。ルノーは1186年10月21日から1187年3月7日の間に発給された4つの国王証書における世俗者の筆頭の連署人となっており、ルノーが新しい国王の宮廷において最も重要性の高い人物になっていたことを示している。

### キャラバンの襲撃
イブン・アル＝アスィールを始めとするイスラーム教徒の歴史家はルノーが1186年にサラーフッディーンと単独で停戦協定を結んだと記している。エルサレム王国とサラーフッディーンの間ではこれとは別に停戦協定が結ばれていたが、ルノーの領地は法的には大規模な封土として王国内に含まれていたため、ハミルトンはルノーが単独で結んだとするこの停戦協定について、「恐らく事実ではないと思われる」と述べている。
1186年の末か1187年の初頭にエジプトからシリアに向かうある裕福な人々のキャラバンがトランスヨルダンを通過した。イブン・アル＝アスィールはこのキャラバンについて武装した一団が同行していたと記している。ルノーはこのキャラバンを襲撃したが、ハミルトンによれば、その理由は恐らくルノーが兵士の存在を停戦協定の違反とみなしたためであった。ルノーはすべての商人とその家族を捕虜にし、大量の物資を強奪しただけでなく、サラーフッディーンから派遣された賠償を求める使節との面会も拒否した。サラーフッディーンは代わりにギー・ド・リュジニャンに使節を派遣し、ギーはサラーフッディーンの要求を受け入れた。しかし、ルノーは国王の指示に従うことを拒否した。『エラクル年代記』の記述によれば、この時ルノーは「ギーが自身の土地の領主であるのと同じように、自分も自身の土地の領主であり、自分はサラセン人とは停戦していない」と語った。バーバーによれば、このようなルノーの不服従は、ギーの統治下で王国が「半自律的な封土の集合体に分裂する寸前にあった」ことを示している。サラーフッディーンはエルサレム王国に対するジハード（聖戦）を宣言し、停戦を破ったルノーを自らの手で殺すと誓った。歴史家のポール・M・コブは、サラーフッディーンが「同志であるイスラーム教徒との戦争にあまりにも多くの時間を費やしていると批判する人々を黙らせるためにフランク人に対する勝利を強く必要としていた」と述べている。

## 敗北と処刑

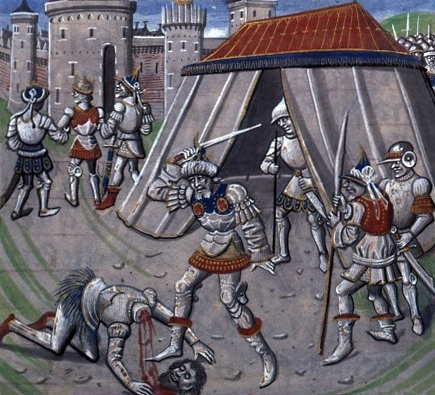
ヒッティーンの戦いで捕らえられ、処刑されるルノー（ギヨーム・ド・ティールが著した『歴史』とその『続編』の15世紀後半の写本より）

『エラクル年代記』には、ルノーによるキャラバンの襲撃の際に捕虜となった人物の中にサラーフッディーンの妹も含まれていたという事実とは異なる主張が記されている。実際にはこの妹は1187年3月に別の巡礼のキャラバンでメッカからダマスクスに戻った。サラーフッディーンはルノーの攻撃から妹を守るため、キャラバンがトランスヨルダン付近を移動していた時に巡礼者たちを護衛した。そして4月26日にトランスヨルダンを急襲し、ルノーの領地を1か月にわたって略奪した。その後、サラーフッディーンはダマスクスとティベリアスを結ぶ街道上に位置するアシュタラーまで進軍し、そこで自分の支配地の全域から軍隊を集結させた。
その一方でキリスト教徒の軍隊はナザレの北に位置するサッフーリーヤに集結した。トリポリ伯レーモン3世がサラーフッディーンの軍勢と直接戦うことを避けるようにギー・ド・リュジニャンへ説得を試みたものの、ルノーとジェラール・ド・リドフォールは議論で主導権を握り、サラーフッディーンを攻撃するようにギーを説き伏せた。この議論の最中にルノーは敵に協力しているとしてレーモン3世を非難した。その後、十字軍はサラーフッディーンとの決戦のためにティベリアスに向かったが、7月の真夏の炎天下における行軍は十字軍に水の補給不足と疲労を招くことになった。結局、7月4日に起こったヒッティーンの戦いで十字軍はサラーフッディーンに壊滅的な敗北を喫し、キリスト教徒の軍の指揮官のほとんどが戦場で捕らえられるという結果に終わった。
サラーフッディーンの前に引き出された捕虜の中にはギー・ド・リュジニャンとルノーも含まれていた。サラーフッディーンは氷で冷やしたバラ水が入った杯をギーに渡し、ギーはそれを飲むとルノーに杯を渡した。その場に同席していたイマードゥッディーン・アル＝イスファハーニーは、ルノーがその杯の水を飲んだと記録している。慣習法では捕虜に食べ物か飲み物を与えた者はその捕虜を殺してはならないとされていたため、サラーフッディーンはルノーに杯を渡したのは自分ではなくギーであると指摘した。イマードゥッディーンとイブン・アル＝アスィールは、サラーフッディーンがルノーを自分の天幕に呼び、山賊行為や冒涜的な言動を含む多くの罪を非難し、イスラームへの改宗か死かの選択を迫ったと伝えている。ルノーがはっきりと改宗を拒否すると、サラーフッディーンは剣を取ってルノーを突き刺し、ルノーが地面に倒れるとその首を刎ねた。
サラーフッディーンがルノーに改宗の選択肢を与えたという記録の信頼性については、イスラーム教徒の作家たちがサラーフッディーンの印象を良くしたいためだけにこのような記録を残した可能性があるため、学問的には議論の対象となっている。エルヌールの年代記と『エラクル年代記』はルノーが処刑されるまでの出来事をイスラーム教徒の作家たちとほぼ同様の内容で詳述している。しかし、エルヌールの年代記ではルノーがギーから手渡された杯の水を飲むことを拒否したとされている。また、エルヌールはサラーフッディーンの兵士たちがルノーの首を切り落とし、その首は「ルノーが不当に扱ったサラセン人たちに復讐が果たされたことを示すために地面に引きずられながら」ダマスクスに運ばれていったと記録している。一方でバハーウッディーンは、ルノーの最期はギーに衝撃を与えたが、サラーフッディーンはすぐにギーを安心させ、「王は王を殺したりはしないものだが、あの男の背信と傲慢な言動はあまりにも行き過ぎていた」と語ったと伝えている。
ヒッティーンの戦いの後、サラーフッディーンは速やかに進軍し、1187年9月までにアッコ、カエサレア、ハイファ、アルスーフ、シドン、ベイルート、そしてビブロスを次々と占領した。その後、1187年10月2日にはバリアン・ディブランが守っていたエルサレムをも占領することに成功した。これらのヒッティーンの戦いから続いたエルサレム王国の危機的な状況は第3回十字軍が派遣されるきっかけとなった。

## 家族
ルノーの最初の妻であるコンスタンス・ダンティオシュ（1128年生まれ）はアンティオキア公ボエモン2世とアリックス・ダンティオシュの一人娘として生まれた。その後、1130年に父の死を受けてアンティオキア公の後継者となり、その6年後にレーモン・ド・ポワティエと結婚したが、レーモンは1149年に戦死した。未亡人となったコンスタンスとルノーの結婚について、ハミルトンは「世紀の不釣り合いな結婚」と表現しているが、一方でバックは「西洋の年代記ではこの結婚は広く受け入れられていない」点を強調している。また、ルノーが比較的低い身分の出自であったため、成年に達した際に統治権を強く主張することになる息子を持つ未亡人の公女の結婚相手としては、ルノーは「実際のところ理想的な候補者」であり、恐らく「いずれは身を引くことが期待されていた」と述べている。
ルノーとコンスタンスの娘であるアニェスはハンガリー王イシュトヴァーン3世（在位：1162年 - 1172年）の弟で当時ビザンツ帝国に居住していたアレクシオス＝ベーラと結婚するために1170年の初頭にコンスタンティノープルに移った。アニェスはコンスタンティノープルでアンナと改名し、夫は1172年に兄の跡を継いでハンガリー王ベーラ3世となった。アンナは夫の後を追ってハンガリーに向かい、1184年頃に死去するまでの間に7人の子供を儲けた。ルノーとコンスタンスの次女であるアリックスは1204年にエステ家のアッツォ6世の3番目の妻となった。ハミルトンとバックによれば、ルノーとコンスタンスの間には他にも息子のボードゥアンが生まれたが、ランシマンはボードゥアンの父親をルノーではなくコンスタンスの前夫のレーモン・ド・ポワティエと説明している。そのボードゥアンは1160年代前半にコンスタンティノープルに移住し、1176年9月17日に起こったミュリオケファロンの戦いでビザンツ軍の騎兵連隊を率いて戦ったが、この戦いで戦死した。
ルノーの2番目の妻であるステファニー・ド・ミイィの父はナーブルス領主のフィリップ・ド・ミイィ、母はモンレアル領主のモーリス・ド・モンレアルの娘のイザベルである。ステファニーは両者の下の娘として1145年頃に生まれた。ステファニーの最初の夫であるオンフロワ3世・ド・トロンは1173年頃に死去した。ステファニーは1174年初頭にミロン・ド・プランシーと再婚したが、そのミロンは1174年10月にアッコで殺害された。

## 評価

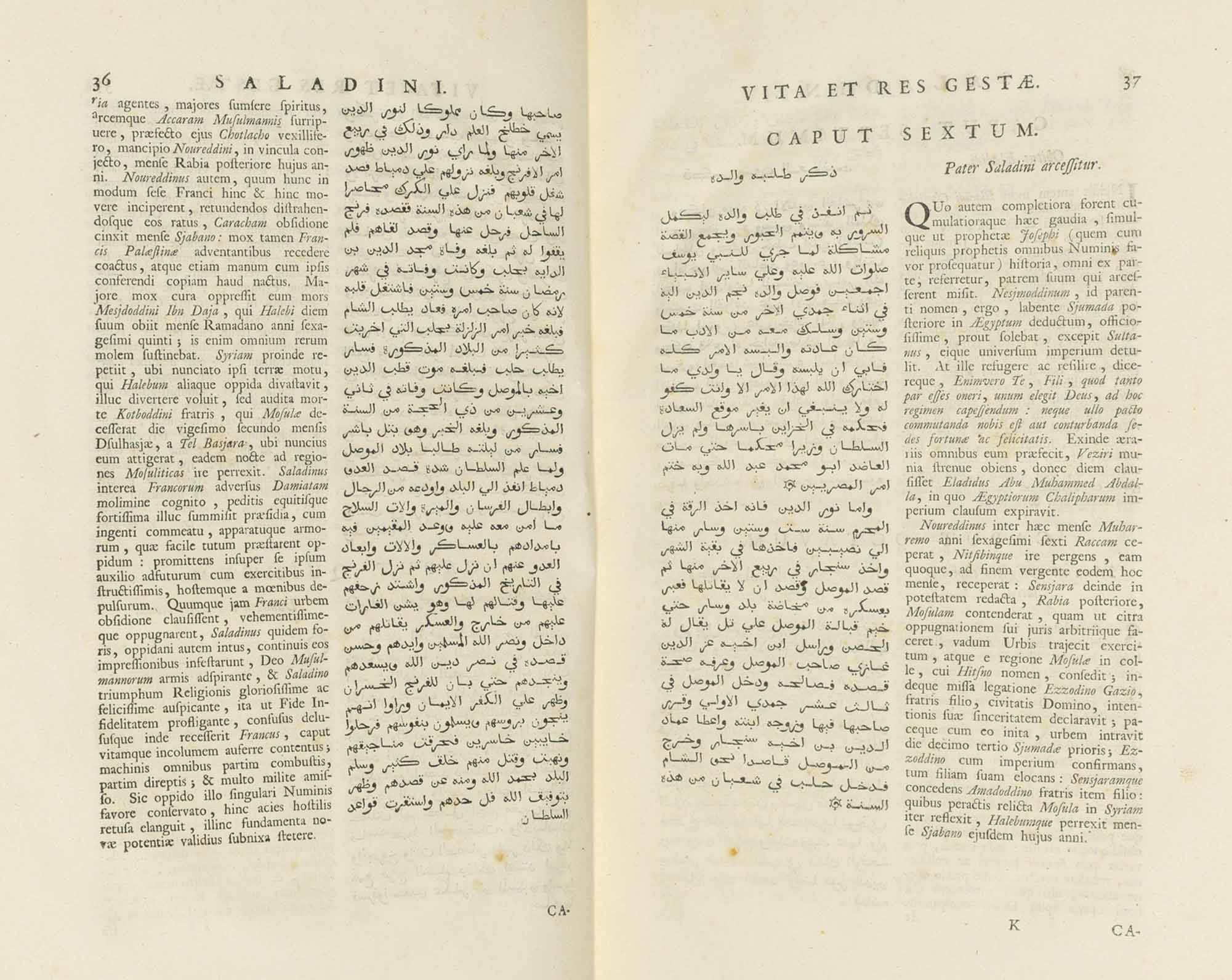
アラビア語とラテン語が併記されている1732年に出版されたバハーウッディーン・ブン・シャッダードによるサラーフッディーンの伝記。バハーウッディーンの著作にはルノーに関するいくつかの（主に否定的な）言及がある。

ルノーの生涯に関する最も多くの情報はルノーと敵対していたイスラーム教徒の作家たちによって記録されている。バハーウッディーン・ブン・シャッダードはサラーフッディーンの伝記の中で、「怪物のような異教徒であり、恐ろしい迫害者」であったと記している。サラーフッディーンはルノーについて、570年にメッカの破壊を試み、クルアーンのアル＝フィールの章（スーラ）で「象」と呼ばれているエチオピアの王になぞらえた。イブン・アル＝アスィールはルノーを「フランク人の中で最も非道な人物の一人であり、最も悪魔的な人物の一人」と評し、「イスラーム教徒に対し最も強い敵意を抱いていた」と説明している。イスラーム過激派の一部は現代においてもなおルノーを敵の象徴の一つとみなしている。2010年にある貨物機の中に紛れていた二つの郵便爆弾のうちの一つは明らかにルノーを指している「Reynald Krak」という宛名が書かれていた。
12世紀から13世紀にかけてルノーについて言及しているほとんどのキリスト教徒の作家は、ルノーと政治的には対立関係にあったギヨーム・ド・ティールによる影響を受けている。『エラクル年代記』は、1186年と1187年の変わり目にルノーがキャラバンを攻撃したことが「エルサレム王国の敗北の原因」になったと説明している。ハミルトンによれば、現代の歴史家は大抵においてルノーを「イスラーム教徒の目標に対する以上にキリスト教徒に害をもたらす一匹狼」として扱ってきた。ランシマンはルノーについて、トランスヨルダンを通過する裕福なキャラバンを前にして誘惑に勝てなかった略奪者と述べ、ルノーが1180年に合意されていた停戦の期間中にキャラバンを襲撃したのは「自分の意に反する政策を理解できなかった」からだと指摘している。一方でコブはルノーを「サラーフッディーンにとって情け容赦のない強敵」と説明し、ルノーの挑発的な行動がエルサレム王国にとって致命的なものとなったサラーフッディーンによる侵攻を必然的に招いたと述べている。
キリスト教徒の作家の中にはルノーを殉教者と見なす者もいた。ギー・ド・リュジニャンの兄弟のジョフロワ・ド・リュジニャンからルノーの死を知らされたピエール・ド・ブロワは、その死から間もなくルノーに『アンティオキア公ルノーの受難』と題する本を捧げた。この受難記はルノーがヒッティーンで真の十字架を守っていたことを強調している。ハミルトンはルノーについて、十字軍国家の国境に沿って存在していたイスラーム諸国がサラーフッディーンの手によって統一されていく状況を何度かにわたり阻止しようとした「経験豊富で責任感のある十字軍の指導者」だったと評している。コブはこのハミルトンの説明について、ルノーに対する「紙上の悪評」を「払拭する試み」だと述べている。ジョティシュキーも同様にルノーのキャラバンへの襲撃に対するハミルトンの正当性の主張に触れつつ、同時にこの停戦違反の行動はサラーフッディーンに侵略の口実を与えるきっかけにもなったと指摘している。一方で歴史家のアレックス・マレットは、ルノーによる海軍の遠征を「十字軍の歴史の中で最も驚くべき出来事の一つでありながら、未だに最も見過ごされている出来事の一つ」と呼んでいる。

## 映画
2005年に公開されたリドリー・スコット監督の映画である『キングダム・オブ・ヘブン』において、ルノーはギー・ド・リュジニャンやテンプル騎士団とともに悪役の一人として登場する。ブレンダン・グリーソンが演じたルノーは、映画の中でイスラーム教徒を全面的に破滅させようと意図的にイスラーム教徒との対立を引き起こす好戦的なキリスト教の狂信者として描かれている。